# Le Boulevard périphérique
Pour l’article homonyme, voir Boulevard périphérique.
Le Boulevard périphérique est un roman de Henry Bauchau publié le 3 janvier 2008 aux éditions Actes Sud et ayant obtenu le prix du Livre Inter la même année. Il était en lice dans les 10 ouvrages sélectionnés pour le Prix France Culture-Télérama 2008.

## Résumé
le boulevard périphérique raconte l'histoire d'un vieil homme se souvenant de son passé. il se rappel de l'avant et pendant guerre, lorsqu'il était jeune et qu'il s'amusait avec ses amis, dont Stéphane un de ses grands amis mort pendant la guerre.

## Éditions
- Le Boulevard périphérique, Actes Sud, 2008  (ISBN 978-2-7427-7169-1)[2].